# 上海街道 (武汉市)
上海街道，是中国湖北省武汉市江岸区下辖的一个街道。办事处驻胜利街129号，人口34694人，面积0.78平方千米。辖8个居委会：同仁、同丰、扬子、江汉、同福、洞庭、珞珈、天津。已经于2011年并入一元街道。